# Тачув
Тачув (пол. Taczów) — село в Польщі, у гміні Закшев Радомського повіту Мазовецького воєводства.
Населення — 287 осіб (2011).
У 1975-1998 роках село належало до Радомського воєводства.

## Демографія
Демографічна структура станом на 31 березня 2011 року:
|          | Загалом | Допрацездатний вік | Працездатний вік | Постпрацездатний вік |
| -------- | ------- | ------------------ | ---------------- | -------------------- |
| Чоловіки | 151     | 49                 | 94               | 8                    |
| Жінки    | 136     | 33                 | 81               | 22                   |
| Разом    | 287     | 82                 | 175              | 30                   |